# 小堀四郎
小堀 四郎（こぼり しろう、1902年(明治35年)7月20日 - 1998年(平成10年)8月9日）は、日本の油彩画家。愛知県名古屋市中区南呉服町生まれ。小堀遠州の子孫。

## 略歴
- 愛知一中43回生。同期に風巻景次郎。
- 1921年(大正10年)愛知一中を卒業後画家を志して上京し、藤島武二に師事、川端画学校でデッサンを学ぶ。
- 1922年(大正11年)、東京美術学校（現、東京藝術大学）西洋画科に入学。
  - 同期に小磯良平、猪熊弦一郎、牛島憲之、荻須高徳、山口長男等。
- 1928年(昭和3年)、フランス留学。帰国後森鷗外の次女杏奴（あんぬ）と結婚。
- 1935年(昭和10年)、松田改組による美術界の混乱に大きく失望し、恩師・藤島武二の助言で、画道を貫くため表舞台からは退く。
- 1945年(昭和20年)から1955年(昭和30年)まで疎開先の長野県茅野市の蓼科にこもり、農耕生活をしながら画業に専念する。
  - 以降、東京美術学校同期生による年1回の上杜会（じょうとかい）展を主な発表の場とし、制作に専念。作品の多くは生涯作家の手元に置かれた。モティーフを初期の人物画から風景画に移しながら古典的色合いを持つ堅実で精神性のこもった作品を描き、戦後は夜景をテーマに宗教性・神秘性を帯びた作風を展開。
- 1976年(昭和51年)には東京大学のイラン・イラク発掘調査行に加わり、翌年その体験を基に「無限静寂」三部作(カトリック築地教会祭壇画[2])を制作。
- 1986年(昭和61年)に渋谷区立松濤美術館で個展開催。
- 1991年(平成3年)には中村彝賞(第2回)を受賞。同年茅野市美術館で個展開催。
- 1992年(平成4年)には卒寿を記念して東京ステーションギャラリーで回顧展を開催。
- 1995年(平成7年)には豊田市に油彩53点、ドローイング41点を寄贈した[3]。
  - 芸術への探究心は年を追う毎に旺盛になり、晩年は100号の大作を製作する等、制作意欲は衰えなかった。

没後
- 2022年4月6日茅野市美術館にて「令和4年度 茅野市美術館 常設展 第1期収蔵作品展いのちの輝き・生誕120年 小堀四郎」展開催[4]。